# Сельское поселение Прибой
Сельское поселение Прибой — муниципальное образование в Безенчукском районе Самарской области.
Административный центр — посёлок Прибой.

## Административное устройство
В состав сельского поселения Прибой входят:
- посёлок Прибой,
- посёлок Залесье,
- посёлок Победа,
- посёлок Рузановский,
- село Троицкое.